# Gorgyrella namaquensis
Gorgyrella namaquensis är en spindelart som beskrevs av William Frederick Purcell 1902. Gorgyrella namaquensis ingår i släktet Gorgyrella och familjen Idiopidae. Inga underarter finns listade i Catalogue of Life.